# Gymnopilus dilepis
Gymnopilus dilepis là một loài nấm trong họ Cortinariaceae. Loài này phân bố ở Ấn Độ và Bắc Mỹ. Nó mang tên hiện tại bởi nhà nấm học Rolf Singer năm 1951.